# Valentyin Petrovics Katajev
Valentyin Petrovics Katajev (oroszul: Валентин Петрович Катаев, Odessza, 1897. január 29. – Moszkva, 1986. április 12.) orosz regény- és drámaíró.

## Élete és munkássága
Katajev az Orosz Birodalom déli részének hatalmas és forgalmas kikötővárosában, Odesszában született. Apja tanár volt, míg anyja egy tábornok leánya. Fiatal korában barátai Petyának becézték. Kilencéves korában írta első költeményeit, de azok csak gimnazistakorában jelentek meg. Az első világháború kitörésekor, 1914-ben folyóirat közölte egyik írását. 1915-ben hazafias lelkesedéssel önkéntesnek jelentkezett a cári hadseregbe. A háború befejeztéig a tüzérzászlósi rangot érte el. 1919-től egy eléggé súlyos sebesülésből felépülve, katonának állt a Vörös Hadseregbe, ahol haditudósító lett. Hamarosan újságíróként tűnt fel, és különböző vidéki városokban az orosz távirati iroda munkatársaként dolgozott. 1922-ben Moszkvába utazott, és a Gudok című lap egyik főmunkatársa lett. Ebben a szerkesztőségben olyan hírességek közt találta magát, mint Ilja Arnoldovics Ilf és Katajev testvéröccse, Jevgenyij Petrovics Petrov, aki Ilf szerzőtársa volt. Katajev ebben az időben kezdte el a regényírást. Kísérletező íróként indult, realista, romantikus, szatirikus és groteszk elemeket használva. Első regényei témáját világháborús élményeiből merítette. Ezek a könyvek kevés sikert arattak. Első nagy sikerét a Sikkasztók című regény hozta meg.
1932-ben Magnyitogorszkban, az Urál-hegység nagy ipari centrumában töltötte a nyarat. Ezekből az élményeiből született meg a Hajrá, amely egy cementgyár munkásainak napjait mutatja be. A Távolban egy fehér vitorla Katajev gyermekkori élményeiről szól, címe Lermontov versének kezdősorát idézi. A második világháború alatt saját élményei alapján néhány megrendítő elbeszélésben számolt be frontbeli hőstetteiről. Ilyen mű például az Ezred fia, melyből filmet is készítettek. A háború befejezése után végleg felhagyott a katonáskodással, és újságíróként, regényíróként működött tovább. Ekkor írta meg a Távolban egy fehér vitorla folytatásait (Odessza katakombáiban, Tanya a pusztán, Téli szél). 1956-ban Katajev vezetésével indult a Junoszty (Ifjúság) című irodalmi folyóirat, amelynek első főszerkesztője is ő volt. 1961-ben nyugdíjba ment, akkortól már csak regények írásával foglalkozott. Nyolcvankilencéves korában, a Szovjetunió fővárosában, Moszkvában hunyt el, a szovjet-orosz irodalom egyik legnépszerűbb írójaként.

## Művei
- 1917 – Éjjel
- 1919 – Kranz kísérlete

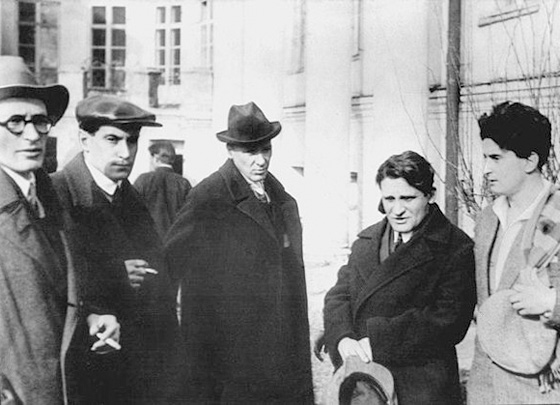
Balról: Ilja Ilf, Valentyin Katajev, Mihail Bulgakov és Jurij Olesa Vlagyimir Majakovszkij temetésén, (1930. április 17.)

- 1924 – Feljegyzések a polgárháborúról
- 1928 – A kör négyszögesítése
- 1936 – Távolban egy fehér vitorla

### Magyarul
- A sikkasztók. Regény / A kés. Elbeszélés; ford. Sárközi György; Athenaeum, Bp., 1929 (Athenaeum könyvtár)
- Hajrá!; ford. Trócsányi Zoltán; Athenaeum, Bp., 1935
- Ványa, az ezred fia. Ifjúsági regény; ford. Lajta Zoltán; Magyar-Szovjet Művelődési Társaság, Bp., 1946 (Jószomszédság ifjúsági könyvtára)
- A távolban egy fehér vitorla; ford. Gyáros László; Szikra, Bp., 1946
- "Én, a dolgozó nép fia...". Regény; ford. Kóbor Noémi; Szikra, Bp., 1947 (Szikra regénytár)
- Hétszínvirág; ford. Lányi Sarolta; Új Magyar Könyvkiadó, Bp., 1948
- A távolban egy fehér vitorla. Színmű; ford. Lajta Zoltán; Magyar Ifjúság Népi Szövetség, Bp., 1948
- Tévedések napja. Vígjáték; ford. Hámos Klára; Híd, Szubotica, 1948 (Színpadunk)
- A pionír; ford. Mezey Margit; Athenaeum, Bp., 1949 (Athenaeum)
- Hajrá!; Bratsztvo-Jedinsztvo, Noviszád, 1949 (Színpadunk)
- Szülői ház. Színmű; Bratsztvo-Jedinsztvo, Noviszád, 1949 (Színpadunk)
- A zászló; ford. Remete Dezső; HM Politikai Főcsoportfőnöksége, Bp., 1949 (A néphadsereg kiskönyvtára)
- 1949 – Szovjet hatalomért
- Szécsi Lajos: Gazdag feleség. Zenés, táncos komédia. Ilf, Petrov, Katajev ötlete nyomán; zeneösszeáll. Behár György, versek Gál Zsuzsa; Művelt Nép, Bp., 1952 (Színjátszók könyvtára)
- Hajrá!; ford. Határ Győző; Új Magyar Kiadó, Bp., 1956 (Szovjet írók válogatott művei)
- Tanya a pusztán. Regény; ford. Gellért György; Móra, Bp., 1958
- Az utolsó mohikán. Bohózat; ford. Hernádi László, rendezői utószó Mezei Éva, díszletterv Kós Lajos; Gondolat, Bp., 1960 (Játékszín)
- Téli szél. Regény. Tetralógia; ford. Gellért György; Móra, Bp., 1963
- Távolban egy fehér vitorla; ford. Gyáros László, Szőllősy Klára, versford. Gáspár Endre; Móra–Kárpátontúli Területi Kiadó, Bp.–Uzshorod, 1963 (Iskolai könyvtár)
- Odessza katakombáiban. Regény; ford. Komor Vilma; Móra, Bp., 1964
- Kis vasajtó a falban; ford. Szabó Mária; Európa, Bp., 1966
- A sikkasztók / Elbeszélések; vál. Nyíri Éva, ford. Sárközy György, Árvay János et al.; Európa, Bp., 1968
- Szentkút; ford., utószó Radványi Ervin; Európa, Bp., 1968 (Modern könyvtár)
- Gyógyír a feledésre; ford. Tarisznyás Györgyi, versford. Brodszky Erzsébet; Európa, Bp., 1969
- Szkuljani temető; ford. Szabó Mária; Magvető, Bp., 1982 (Világkönyvtár)
- Gyémántos koronám / A Werthert már megírták; ford. Nagy Elek, Pór Judit; Árkádia, Bp., 1983
- Széttört élet avagy Oberon varázskürtje; ford. Pór Judit, Enyedy György, versford. Pór Judit; Európa, Bp., 1984
- Ifjúkori regény; ford. Enyedy György, versford. Pór Judit; Európa, Bp., 1987
- Átváltozások. Drámaantológia; vál., utószó Radnóti Zsuzsa; Magvető, Bp., 1987; Márton László: Kínkastély. Nézőjáték. Spiró György Az Ikszek című regénye nyomán / Valentyin Katajev–Bereményi Géza: A Werthert már megírták. Pór Judit fordítása alapján / Forgách András György: A kastély. Kafka regénye nyomán, Rónay György fordításának felhasználásával / Kiss Irén: T. Ház! Tisza Kálmán bukása, az 1888/89-es országgyűlési naplók felhasználásával. Dokumentumdráma 2 részben
- Száraz morotva. Kisregények / Kocka / Az alvó / Száraz morotva; ford. Enyedy György, Pór Judit; Európa, Bp., 1988